# Batalla de Ásculo (89 a. C.)
La batalla de Ásculo ocurrió en el año 89 a. C. durante la guerra de los Aliados entre la República romana y sus antiguos aliados itálicos. Los romanos fueron conducidos por el cónsul Cneo Pompeyo Estrabón y obtuvieron la victoria sobre los rebeldes.

## Antecedentes
En Roma, la situación política se había vuelta extremadamente turbulenta tras el ascenso del glorioso general Cayo Mario. Tras el término de la guerra cimbria, los aliados itálicos iniciaron unas serie de iniciativas políticas para conseguir la ciudadanía romana, entre las que estaban por ejemplo falsificar el censo realizado por los magistrados Marco Antonio Orator y Cayo Valerio Flaco o prestar su apoyo al tribuno de la plebe Marco Livio Druso.
A pesar de las iniciativas llevadas a cabo por el inteligente tribuno, el Senado romano, liderado por la facción conservadora, los optimates, rechazó sus leyes y se le opuso con fiereza, causando las iras entre los itálicos. Estos, cuando vieron frustradas sus expectativas comenzaron a reclutar a un ejército suficiente para enfrentarse a la República romana.
Cuando el Senado empezó a tener noticia de los rumores de que los itálicos se preparaban para la guerra, envió a un par de pretores para que investigaran a lo largo y ancho de la península itálica. Uno de estos era Q. Servilio Augur, el cual se encaminó hacia la región de Picenum. Cuando llegó a estos territorios que eran claramente hostiles a Roma, Augur decidió alojarse en una de las ciudades más importantes, Asculum Picenum. Durante una representación teatral a la que acudió el pretor, uno de los actores, que apoyaba la causa itálica inició una sátira acerca del pretor y el ofendido Augur ordenó a su escolta su ejecución, lo que se hizo prontamente.
La ejecución de este actor, muy querido entre el público, motivó las iras de la población que tomó el teatro y asesinó al pretor y a su escolta.

## La Marcha de Estrabón
Cuando en el año 89 a. C., Cneo Pompeyo Estrabón y Lucio Porcio Catón fueron elegidos cónsules, este primero solicitó el mando del frente norte, desde el que se dedicó a reducir sobre todo a los picentinos. Una vez penetrado en el territorio, Estrabón, que contaba entre sus legados para esta batalla al joven Cicerón y a su propio hijo, Cneo Pompeyo, que sería conocido como Magnus o El Grande, avanzó hacia el icono de la resistencia picentina, Asculum Picenum. 
Cuando llegó a las inmediaciones de la ciudad, una embajada salió a recibirle dispuesta a negociar una rendición, pero Estrabón sabía que lo que habían hecho los habitantes de la ciudad con un magistrado electo y en el cargo por el pueblo romano era imperdonable y por tanto le echó con cajas destempladas.

## La Batalla
La batalla de Asculum podría catalogarse más bien como una carnicería. El superior ejército y equipo de las legiones romanas les otorgó la victoria. Una vez derrotados, los picentinos que se quedaron en la ciudad fueron todos ejecutados.